# ナタリヤ・ミシュクテノク
ナタリヤ・エヴゲーニエヴナ・ミシュクテノク（ロシア語: Наталья Евгеньевна Мишкутёнок、1970年7月14日 - ）は、旧ソビエト連邦出身の女性フィギュアスケート選手で現在はフィギュアスケートコーチ。1992年アルベールビルオリンピックペア金メダリスト。1991年、1992年世界フィギュアスケート選手権ペアチャンピオン。パートナーはアルトゥール・ドミトリエフ。ロシア語読みでは「ナターリヤ・イヴギェーニイェヴナ・ミシュクチョーナク」に近い。

## 経歴
- 1991年、1992年世界フィギュアスケート選手権優勝。
- 1992年アルベールビルオリンピックで金メダルを獲得。
- 1994年リレハンメルオリンピックで銀メダルを獲得。後に引退。引退後はプロフィギュアスケーターとして活動したのちアメリカのホッケー選手と結婚。現在はフィギュアスケートコーチとしてアメリカで活動している。

## 主な戦績
| 大会/年      | 1987-88 | 1988-89 | 1989-90 | 1990-91 | 1991-92 | 1992-93 | 1993-94 |
| ------------ | ------- | ------- | ------- | ------- | ------- | ------- | ------- |
| オリンピック |         |         |         |         | 1       |         | 2       |
| 世界選手権   |         |         | 3       | 1       | 1       |         |         |
| 欧州選手権   | 4       | 3       | 3       | 1       | 1       |         | 3       |